# Ulm Challenger 2000
Lo Ulm Challenger 2000 è stato un torneo di tennis facente parte della categoria ATP Challenger Series nell'ambito dell'ATP Challenger Series 2000. Il torneo si è giocato a Ulma in Germania dal 3 al 9 luglio 2000 su campi in terra rossa.

## Vincitori

### Singolare
Germán Puentes ha battuto in finale  David Sánchez con il punteggio di 6–3, 6–3

### Doppio
Orlin Stanojčev /  Michail Južnyj hanno battuto in finale  Thomas Behrend /  Karsten Braasch con il punteggio di 6(2)–7, 7–5, 6–0